# Christoph Stutz

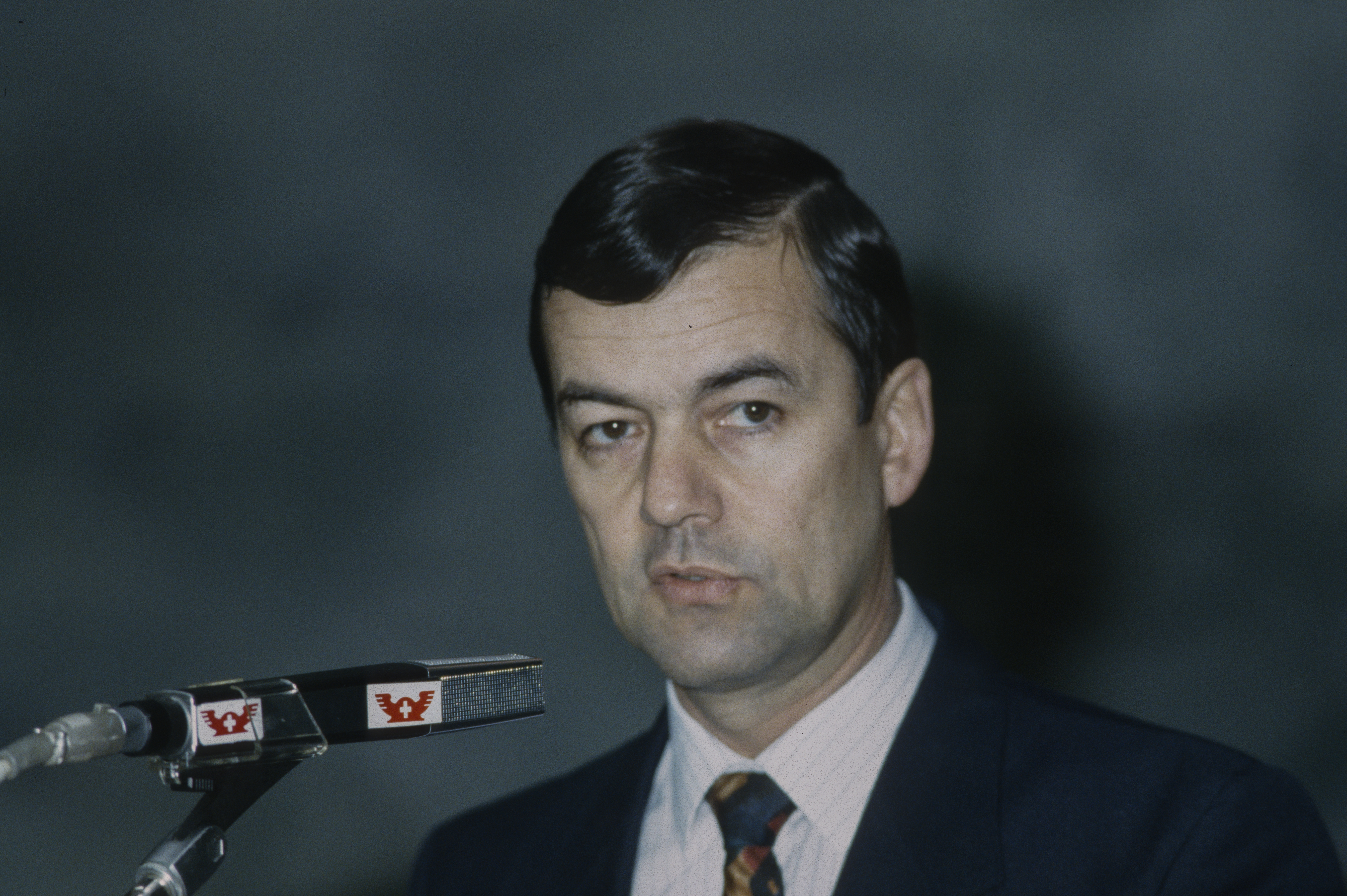
Christoph Stutz (1993)

Christoph Stutz (geboren 30. August 1947 in Basel) ist ein Schweizer Politiker (CVP). Er war von 1992 bis 1997 Regierungsrat des Kantons Basel-Stadt.

## Leben

### Ausbildung und Beruf
Christoph Stutz studierte an der Universität Basel Rechtswissenschaften und promovierte 1974 berufsbegleitend mit einer Dissertation über «Regress und Vorteilsanrechnung im Bereich der Sozialversicherung». Während des Studiums arbeitete er bei den Basler Verkehrs-Betrieben (BVB) als Wagenführer. 1971 wurde er dort Abteilungsleiter und war später als Vizedirektor verantwortlich für Finanzen, Marketing, Personal und Recht. Von 1987 bis 1992 war er Verwaltungsdirektor des Basler Claraspitals.
Stutz war von 1979 bis 1989 Präsident der Basler Freizeitaktion, der heutigen Jugendarbeit Basel (JuAr Basel). Von 1990 bis 1992 war er Vorstandsmitglied der Gesellschaft für das Gute und Gemeinnützige (GGG).

### Politische Laufbahn
Stutz wurde 1988 in den Grossen Rat des Kantons Basel-Stadt gewählt. 1992 wurde er bei seiner ersten Kandidatur mit dem besten Resultat in den Basler Regierungsrat gewählt. Er übernahm das Baudepartement. 1996 verpasste er die Wiederwahl, weshalb er 1997 aus dem Amt schied. Als Gründe für seine Abwahl wurden unter anderem ein Millionenverlust beim Bau eines Altersheims sowie sein Arbeits- und Führungsstil genannt.

### Spätere Laufbahn
Nach seinem Ausscheiden aus der aktiven Politik übernahm Stutz zahlreiche Verwaltungsratsmandate, unter anderem bei der Airport Casino Basel AG, bei Swissgas und bei den Pax Versicherungen. Sein Haupttätigkeitsgebiet ist die Bau- und Immobilienbranche, etwa im Verwaltungsrat Bau- und Finanzgesellschaft zum Greifen AG, der Sitex Properties AG oder der Rebhaus AG. Stutz wird deshalb bisweilen auch «Schattenbaudirektor» genannt. Seit 2004 führt zudem er seine eigene Firma Dr. Christoph Stutz Projektmanagementaktiengesellschaft.